# Mika Ojala
Mika Ojala (* 21. června 1988, Paimio, Finsko) je finský fotbalový záložník a reprezentant, který hraje ve švédském klubu BK Häcken.

## Klubová kariéra
Ojala hrál ve Finsku za klub FC Inter Turku. Po skončení kontraktu s Interem na konci roku 2012 přestoupil do švédského celku BK Häcken, kde podepsal tříletou smlouvu. Setkal se zde s krajanem Kari Arkivuoem.

## Reprezentační kariéra
Hrál za finský reprezentační výběr v kategorii do 21 let.
V A-týmu Finska debutoval 18. ledna 2010 v přátelském střetnutí ve španělské Málaze proti reprezentaci Jižní Koreje. Nastoupil na hřiště v 68. minutě. Finsko zápas prohrálo 0:2.